# Robert Bouchard (homme politique)
Pour les articles homonymes, voir Robert Bouchard et Bouchard.
Robert Bouchard, né le 30 mars 1943 à Saint-Edmond-les-Plaines (Québec, Canada), est un homme politique fédéral canadien.

## Biographie
De 2004 à 2011, il est député à la Chambre des communes du Canada, représentant la circonscription électorale fédérale de Chicoutimi—Le Fjord sous la bannière du Bloc québécois. Il a été porte-parole en matière d'industrie, petite entreprise et tourisme. À l'élection de 2011, il est battu par le candidat néo-démocrate Dany Morin.
Robert Bouchard est titulaire d'un baccalauréat en récréologie de l'Université du Québec à Trois-Rivières et d'une maîtrise en administration publique de l'École nationale d'administration publique (ÉNAP). 
Responsable aux loisirs de l'ancienne ville de Chicoutimi, il fut président du Carnaval souvenir de Chicoutimi.